# Skalice nad Svitavou (stacja kolejowa)
Skalice nad Svitavou – stacja kolejowa w miejscowości Skalice nad Svitavou, w kraju południowomorawskim, w Czechach. Znajduje się na wysokości 310 m n.p.m.
Jest zarządzany przez Správę železnic. Na stacji istnieje możliwości zakupu biletów i rezerwacji miejsc.

## Linie kolejowe
- 260 Česká Třebová - Brno
- 262 Skalice nad Svitavou - Velké Opatovice - Chornice